# Piz Albris
Piz Albris är en bergstopp i Schweiz.   Den ligger i regionen Maloja och kantonen Graubünden, i den östra delen av landet, 200 km öster om huvudstaden Bern. Toppen på Piz Albris är 3 166 meter över havet, eller 324 meter över den omgivande terrängen. Bredden vid basen är 2,2 km.
Terrängen runt Piz Albris är bergig västerut, men österut är den kuperad. Närmaste större samhälle är St. Moritz, 10,3 km väster om Piz Albris. 
Trakten runt Piz Albris består i huvudsak av gräsmarker. Runt Piz Albris är det ganska glesbefolkat, med 23 invånare per kvadratkilometer.